# テレビとともにやせましょう
『テレビとともにやせましょう』は、よみうりテレビ制作・日本テレビ系列で、1961年4月4日から放送された、30分のテレビ体操番組である。全117回。

## 概要
同番組は、日本の美容研究家の草分けといわれる、和田研究所創始者の和田静郎が、自らの考えるダイエットメソッド「和田式フィギュアリング」を広く普及・促進することを目的として放送されたもので、和田自らが講師を担当し、体系に悩む女性を中心にその美容体操の指導を行った。
この番組をきっかけに、「和田式フィギュアリング」のメソッドは瞬く間に世間に広まり、和田を「日本のダイエットの祖」「美人づくりの草分け」としてたたえられ、1967年に和田研究所主催で再開されるミス日本受賞者を始め、多くの体系に悩む人々に、このメソッドが受け継がれている。
日本テレビでは、平日朝の休止時間を短縮した1962年度からネットを開始。「日本海藻」の一社提供。放送時間は金曜11:15 - 12:00（JST）だったが、1963年1月より、平日11:40 - 11:45に現在も継続中の『キユーピー3分クッキング』、平日11:45 - 12:00にミツワ石鹸提供の『勝ち抜き買物ゲーム』をそれぞれ設置するため、金曜11:10 - 11:40に繰り上げ縮小し、9月まで継続した。
なお、ミス日本が開始された1950年は、読売テレビの親会社である読売新聞社が、当時報道協定などの業務提携にあった中部日本新聞社、西日本新聞社との共同で主催、1968年に復活第1回が開催された時も、読売テレビが開局10周年記念事業として運営にかかわり、テレビ中継が行われた。